# Fag bomb

Напис на бомбі

Fag bomb (з англ.  «підор-бомба») — назва авіаційної бомби для винищувачів (бомба з супутниковим наведенням GBU-31), що вкоренилася в англомовних ЗМІ, сфотографована на борту американського авіаносця «Ентерпрайз» 11 жовтня 2001 під час контртерористичної операції в Афганістані. Єдиною особливістю цієї бомби був напис, залишений на ній невідомим моряком ВМС США на адресу потенційних жертв і проголошував: «Угоніть ось це, підори» (Highjack this fags).
Публікація фотографії цієї бомби інформаційним агентством Ассошіейтед Прес та британською газетою «Метро» викликала обурення з боку ЛГБТ-організацій США, які побачили у знімку неповагу до сексуальних меншин. Представникам агентства та керівництву флоту довелося вибачитися перед ЛГБТ-спільнотою. Контр-адмірал Стівен П'єтропаолі назвав подію «поодиноким випадком». Збройні сили контртерористичної операції були проінструктовані утримуватися надалі від мови ненависті в ході виконання своєї місії.
Надалі епізод з «підор-бомбою» багаторазово обговорювався публіцистами та дослідниками як найвиразніший приклад гомофобних настроїв в американському військовому середовищі.